# 看见味道的你
《看见味道的你》（英語：Flavour It's Yours，原名：与其微醺何不醉），是一部2019年播出的中国大陆都市爱情奇幻剧，由爱奇艺、镜像空间出品。该剧由导演林毅执导，龔俊、宋伊人、代超、张羽清、赵天宇、杨泽共同主演。
本剧于2018年10月17日在宁波开机，并于次年11月7日起在爱奇艺首播。

## 播出时间
| 频道     | 所在地   | 播出日期                     | 播出时间 | 备注                                 |
| 爱奇艺   | 中国大陆 | 2019年11月7日-2019年11月30日 | 20:00    | 每周四、五、六更新2集，会员首更8集。 |
| 深圳卫视 | 中国大陆 | 2020年8月3日                 | 13:20    |                                      |

## 演员列表
| 演員   | 角色   | 介紹                                                                      | 配音           |
| 龔俊   | 陆微寻 | 知名品酒人，原本有絕對味覺，是WSA酒評人協會一員，亦是協會史上最年輕的會員 | 苏尚卿         |
| 宋伊人 | 何不醉 | 一個原先沒有味覺的少女，千杯不醉，因此靠拼酒賺錢                          | 徐佳琦         |
| 代超   | 易北刀 | 何不醉的高中學長                                                          | 谷江山         |
| 代超   | 易南柯 | 易北刀的孿生弟弟                                                          | 谷江山         |
| 张羽清 | 米娅   | Dr. Wine雜誌編輯，負責陆微寻和沐春風的專欄                                |                |
| 赵天宇 | 万泽泽 | 萬冉之子，有先天的心臟疾病，曾去國外手術                                  | 李昕           |
| 杨泽   | 郝用   | 何不醉青梅竹馬的好友                                                      | 张福正（歪歪） |
| 金禹伯 | 沐春風 | 品酒人新秀，陸禮農的學生                                                  |                |
| 武麟   | 米狄   | 米婭的弟弟，不學無術                                                      |                |
| 黃洋洋 | 白景   | 喜歡陸微尋，自稱是其未婚妻，也是WSA酒評人協會一員；白家與陸家是世交       |                |
| 王成   | 夏凡   | 陸微尋的頭號粉絲；陸微尋的粉絲們自稱千尋                                  |                |
| 岳躍利 | 何忘憂 | 何不醉的父親，創辦何家酒坊，以梨花白聞名酒界                              | 湯水雨         |
| 白凡   | 陸禮農 | 陸微尋的父親，陸氏集團負責人                                              |                |
| 傅迦   | 萬冉   | 萬澤澤之父，曾是何家酒坊的合夥人                                          |                |
| 冯茗惊 | 德哥   | 何不醉的債主                                                              | 凌振赫         |
|        | 馬叔   |                                                                           | 苗壯           |